# Maribel Acién Sánchez
Maribel Acién Sánchez (Alacant, segle XX) és ginecòloga a l'Hospital Universitari de Sant Joan d'Alacant, investigadora a la Universitat Miguel Hernández i directiva de la Societat Europea de Reproducció Humana i Embriologia, on s'atenen i programen les intervencions de pacients amb problemes de fertilitat i la millora de les condicions de cara als tractaments reproductius per a mares solteres i dones amb parella femenina segons la iniciativa aprovada per la Conselleria de Sanitat.
Treballa en un projecte premiat pel MIT (Institut de Tecnologia de Massachusetts) que es centra en la patent d’una pròtesi de vagina per a dones que naixen sense tindre'n. Els seus companys i companyes en destaquen la senzillesa i empatia, però, sobretot, l’incansable ritme de treball en llargues jornades de fins a 36 hores. En el temps lliure li agrada gaudir d’escapades a la natura amb els seus fills.
El 2017 va ser nomenada ‘diputada sènior’ de la Societat Europea de Reproducció Humana i Embriologia (Eshre) durant el Congrés anual de la societat, celebrat a Ginebra (Suïssa), i en el qual solen donar-se cita entre 8.000 i 10.000 persones assistents. El mandat té una duració de dos anys, extensibles a decisió pròpia per altres dos, i compta entre les seues funcions la participació en l'organització de les activitats del grup, com ara el desenvolupament de guies de pràctica clínica, reunions, cursos precongrés, sessions del congrés anual, etc.
Aquest càrrec de diputada sènior suposa que la doctora Acién estarà al capdavant dels 1.140 membres del Grup d'Interés en Cirurgia Reproductiva, un dels 13 grups d'interés de la Eshre, la qual cosa la converteix en un referent a nivell europeu en aquesta àrea. Cada grup està dirigit per un comité executiu compost per una persona coordinadora, dos càrrecs de diputació sènior, un càrrec de diputació júnior i la persona coordinadora anterior. Les diputacions sèniors es trien de manera individual i alterna pels membres del grup.
El 2019, Maribel Acién va rebre el premi Il·licitans a l'Onda –que atorga l'emissora radiofònica Onda Cero a Elx– en la categoria “Innovació”, pel desenvolupament d'una pròtesi vaginal, al costat de l'investigador Miguel Sánchez, que pot millorar la qualitat de vida de moltes dones, així com a homes que desitgen canviar de sexe. Li va entregar el premi la vicerectora de Relacions Institucionals de la UMH, María Teresa Pérez Vázquez, en l'acte que va tindre lloc l'1 de desembre de 2019 en la Sala d'actes de l'edifici Rectorat i Consell Social del campus d'Elx.